# Everybody's Golf: World Tour
Minna no Golf 5 (lit. "Everybody's Golf 5") és un videojoc de golf desenvolupat per Clap Hanz/SCEI i publicat per Sony Computer Entertainment per la PlayStation 3. És part de la saga Hot Shots Golf i es va llençar en 2008, a prop de l'aniversari del primer videojoc de Hot Shots Golf a la Playstation 1.
Es va fer un demo disponible al Playstation Network japonès al maig del 2007.